# Alba (županija)
Alba (IPA: [va.'sluj]) županija nalazi se u središnjoj Rumunjskoj, u povjesnoj pokrajini Transilvaniji. Glavni grad županije je Alba-Iulia.

## Demografija
Po popisu stanovništva iz 2002. godine na prostoru županije Alba živjelo je 382,747 stanovnika, dok je prosječna gustoća naseljenosti 61 stan/km².
- Rumunji - 90.4%[1]
- Mađari - 5.4%
- Romani - 3.7%
- Nijemci - 0.3%

| Godina | Ukupno stanovnika |
| ------ | ----------------- |
| 1948.  | 361,062           |
| 1956.  | 370,800           |
| 1966.  | 382,786           |
| 1977.  | 409,634           |
| 1992.  | 413,919           |
| 2002.  | 382,747           |

## Zemljopis
Županija Alba ima ukupno površinu od 6242 km ², a planine zauzimaju oko 59% njene površine.
U sjeverozapadnom dijelu nalaze se na planinama Apuseni, u južnom i sjeveroistočnom dijelu županije su planine Parâng. Na istoku nalazi se transilvanijski plato s dubokim i širokim dolinama .
Glavna rijeka u županiji je Mureș sa svojim pritocima Târnava, Sebeș i Ovan.

#### Susjedne županije
- Mureș i Bistrița-Năsăud na istoku.
- Sălaj na sjeveru.
- Sibiu i Mureș na istoku.
- Bihor i Arad na zapadu.
- Cluj na sjeveru.
- Hunedoara na jugozapadu.

## Gospodarstvo
Glavne industrije grane u županiji su:
- prehrambena industrija
- tekstilna industrija
- drvna industrija
- mehanika
- proizvodnja papira
- kemijska industrija

#### Mineralni resursi
Županiji Alba bogata je s mineralnim resursima:
- metali: (zlato, srebro, bakar),
- sol
- građevinski materijal: mramor, granit, itd.

## Poznate osobe
- Lucian Blaga

## Administrativna podjela
Županija Alba podjeljena je na četiri municipije, sedam gradova i 67 općina.

### Municipiji
- Alba Iulia
- Aiud
- Blaj
- Sebeș

### Gradovi
- Abrud
- Baia de Arieș
- Câmpeni
- Cugir
- Ocna Mureș
- Teiuș
- Zlatna

### Općine
| - Albac - Almașu Mare - Arieșeni - Avram Iancu - Berghin - Bistra - Blandiana - Bucerdea Grânoasă - Bucium - Câlnic - Cenade - Cergău - Ceru-Băcăinți - Cetatea de Baltă - Ciugud - Ciuruleasa - Crăciunelu de Jos - Cricău | - Cut - Daia Româna - Doștat - Fărău - Galda de Jos - Gârbova - Gârda de Sus - Gura Ariesului - Hopârta - Horea - Ighiu - Întregalde - Jidvei - Livezile - Lopadea Nouă - Lunca Mureșului - Lupșa | - Meteș - Mihalț - Mirăslău - Mogoș - Noșlac - Ocoliș - Ohaba - Pianu - Poiana Vadului - Ponor - Poșaga - Rădești - Râmeț - Rimetea - Roșia de Secaș - Roșia Montană - Sălciua | - Săliștea - Sâncel - Sântimbru - Săsciori - Scărișoara - șibot - Sohodol - șona - șpring - Stremț - șugag - Unirea - Vadu Moților - Valea Lungă - Vidra - Vințu de Jos |